# Stazione di Núñez
La stazione di Núñez (Estación Núñez in spagnolo) è una stazione ferroviaria della linea Mitre situata nell'omonimo barrio della capitale argentina Buenos Aires.

## Storia
La stazione fu aperta al traffico dalla compagnia britannica Buenos Aires Northern Railway il 27 aprile 1873.